# Folklore anglais

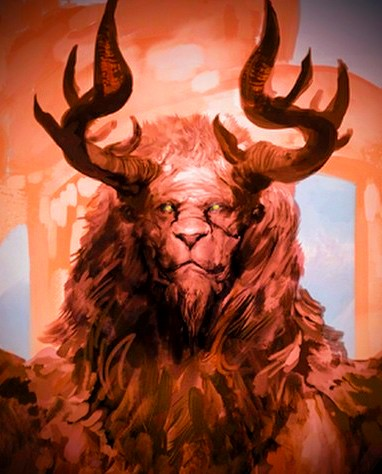
Le lion Stratford, un lion rouge avec des bois et des yeux jaunes.

Le folklore anglais rassemble les traditions populaires qui se sont développées en Angleterre au fil des siècles. Certaines histoires peuvent être remontées à leurs racines, tandis que l’origine des autres est incertaine ou contestée. L’Angleterre regorge de traditions folkloriques sous toutes ses formes, des manifestations évidentes telles que les récits traditionnels comme celui de Robin des Bois ou du Roi Arthur, ou le Beowulf, à la musique contemporaine, aux légendes urbaines et en passant par toutes les facettes de la cryptozoologie et de la féerie.
La plupart des traditions du folklore ne sont plus largement acceptées. Alors que certaines traditions ont fait l’objet de croyances autrefois à travers toute l’Angleterre, la plupart appartiennent à des régions spécifiques.

## Récits légendaires

### Robin des Bois
Robin des Bois est le héros archétypal du Moyen Âge anglais, et la légende en a fait un brigand caché dans la forêt de Sherwood, qui volait les riches afin de redistribuer l’argent aux pauvres avec l’aide de ses nombreux compagnons.
La légende de Robin des Bois a été adaptée maintes fois, que ce soit par la littérature, le cinéma, ou diverses formes d’art. Sa diffusion par les ballades populaires du XIIe au XVe siècle révèle une certaine fascination pour les personnages rebelles, mais aussi le mécontentement des paysans de l’époque.

### Matière de Bretagne et roi Arthur
La matière de Bretagne désigne l’ensemble des textes écrits au Moyen Âge autour des légendes de « l’île de Bretagne » et de la « petite Bretagne » (Bretagne actuelle), notamment celles du cycle arthurien. Arthur y est un roi légendaire, un seigneur breton d’après les romances médiévales, qui aurait organisé la défense de la Grande-Bretagne face aux envahisseurs saxons à la fin du Ve siècle ou au début du VIe siècle. Il semble connu de longue date à travers des contes et poèmes gallois ou bretons qui relatent comment un grand guerrier défendit la Bretagne, ou comme un être magique du folklore, peut-être issu d’un ours divinisé et qui est parfois associée à Annwvyn. Les récits ultérieurs, et notamment celui de Geoffrey de Monmouth, sont adaptés de ces sources légendaires et folkloriques. 

### Beowulf
Le Beowulf est un poème épique majeur de la littérature anglo-saxonne, probablement composé entre la première moitié du VIIe siècle et la fin du premier millénaire. Il s’inspire de la tradition orale anglo-saxonne et retranscrit une épopée germanique en vers, contant les exploits du héros Beowulf éponyme. Il est considéré comme l’un des plus vieux témoignages écrits de la littérature vieil-anglaise. Bien que Beowulf reste une fable imaginaire, le poème évoque à plusieurs reprises des événements historiques, et on pense aussi que Beowulf pourrait être à l’origine de la dynastie anglaise des Wuffingas qui régnèrent sur l’Est-Anglie (Suffolk) du VIe au VIIIe siècle. En tant que récit historique, basé sur la chronique de hauts faits guerriers, Beowulf contient une forte dimension collective et identitaire.